# Prochore
Prochore, ou Procore, fut l'un des sept premiers diacres de l'Église naissante. Il fait aussi partie des Septante disciples choisis par Jésus-Christ. La tradition fait de lui un neveu d'Étienne. Compagnon de Jean l'Évangéliste, celui-ci l'aurait fait évêque de Nicomédie, en Bithynie.
Il aurait été martyrisé à Antioche au Ier siècle. C'est un saint chrétien qui est fêté le 28 juillet avec quatre autres des sept premiers diacres.

## Citation
Actes des Apôtres - chapitre 6 - versets 3 à 5 :
« Cherchez plutôt parmi vous, frères, sept hommes de bonne réputation… La proposition plut à toute l'assemblée et l'on choisit Étienne… Philippe, Prochore, Nicanor, Timon, Parménas et Nicolas… ».

## Liens
- Notice dans un dictionnaire ou une encyclopédie généraliste :   - Deutsche Biographie
- Notices d'autorité :   - VIAF
  - GND
  - Pologne
  - NUKAT